# Saint-Malo-des-Trois-Fontaines
Saint-Malo-des-Trois-Fontaines (en bretó Sant-Maloù-an-Teir-Feunteun) és un municipi francès, situat a la regió de Bretanya, al departament d'Ar Mor-Bihan. L'any 2006 tenia 543 habitants.

## Demografia
| 1962                                       | 1968 | 1975 | 1982 | 1990 | 1999 |
| ------------------------------------------ | ---- | ---- | ---- | ---- | ---- |
| 604                                        | 607  | 557  | 505  | 462  | 498  |
| Des de 1962: població sense dobles comptes |      |      |      |      |      |

## Administració
| Període   | Identitat        | Partit |
| --------- | ---------------- | ------ |
| 2001-2008 | Michel Oger      | UMP    |
| 2001-     | Christian Le Noë |        |